# Tre Johnson
Richard Earl "Tre" Johnson III, né le 7 mars 2006 à Dallas dans le Texas, est un joueur américain de basket-ball évoluant au poste d'arrière.

## Biographie

### NBA
Tre Johnson est sélectionné en sixième position par les Wizards de Washington lors de la draft 2025 de la NBA.

## Statistiques

### Universitaires
| Saison    | Équipe | Matchs | Titul. | Min./m | % Tir | % 3pts | % LF | Rbds/m. | Pass/m. | Int/m. | Ctr/m. | Pts/m. |
| --------- | ------ | ------ | ------ | ------ | ----- | ------ | ---- | ------- | ------- | ------ | ------ | ------ |
| 2024-2025 | Texas  | 33     | 33     | 34.7   | .427  | .397   | .871 | 3.1     | 2.7     | .9     | .3     | 19.9   |

## Palmarès et distinctions individuelles

### Universitaires
- SEC All-Freshman Team (2025)
- Second-team All-SEC (2025)

### Autres
- McDonald's All-American (2024)
- Jordan Brand Classic (2024)
- Nike Hoop Summit (2024)
- Texas Mr. Basketball (2023)